# صياغة تحريرية

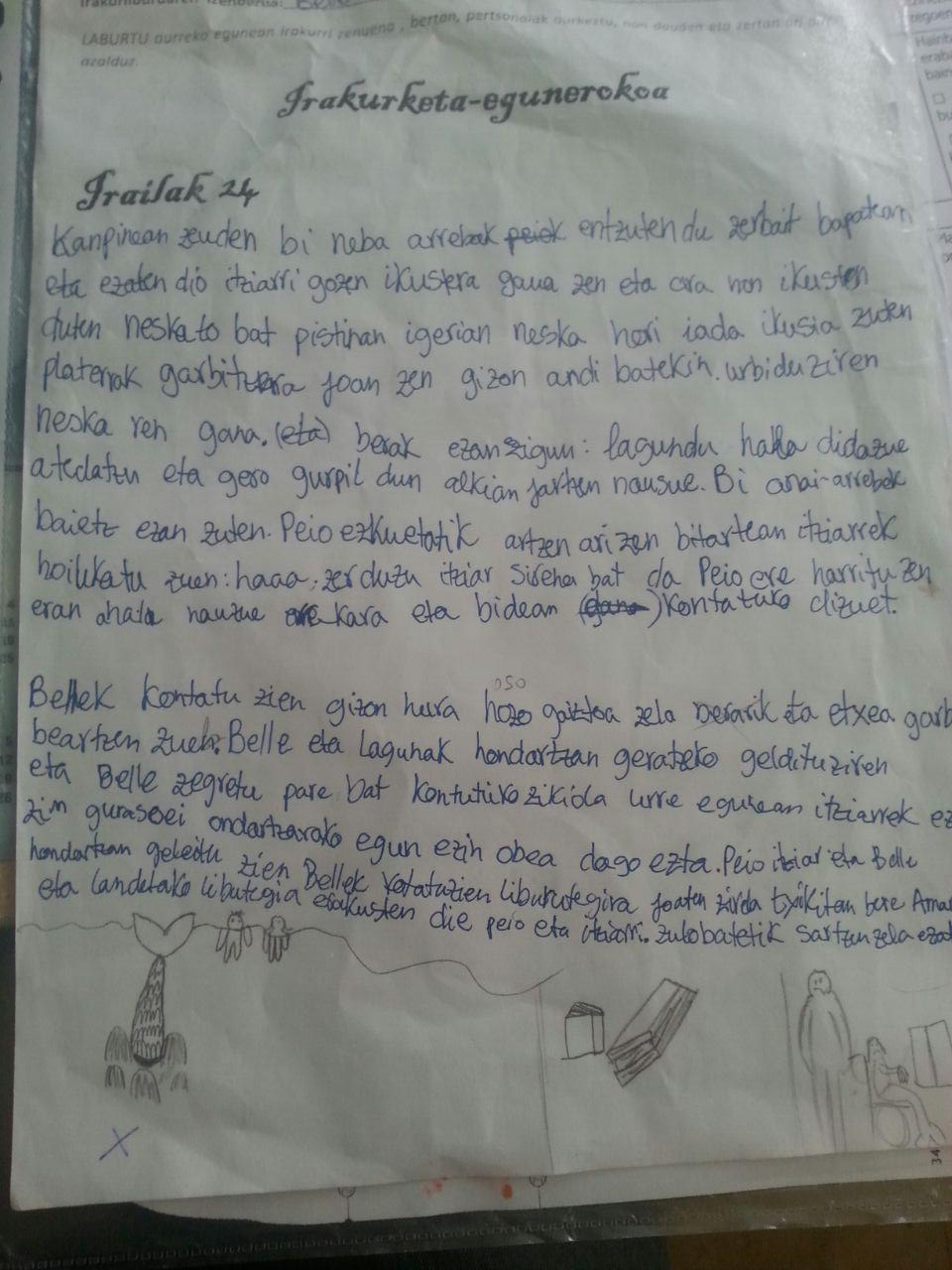

الصياغة التحريرية هي تخليص جيد الكلام من رديئه.

## التاريخ
قال ابن خلدون في مقدمته:
ثم وقفت عناية أهل العلوم وهمم أهل الدول، على ضبط الدواوين العلمية وتصحيحها بالرواية المسندة إلى مؤلفيها وواضعيها، لأنه الشأن الأهم من التصحيح والضبط، فبذلك تسند الأقوال إلى قائلها، والفتيا إلى الحاكم بها المجتهد في طريق استنباطها. وما لم يكن تصحيح المتون بإسنادها إلى مدونها، فلا يصح إسناد قول لهم ولا فتيا. وهكذا كان شأن أهل العلم وحملته في العصور والأجيال والآفاق. اهـ
وقيل في تصحيح المتون وتقويمها كما وردت في كتب المحدثين أن بعض المتون قد ترد في بعض الكتب بغير ألفاظها الواردة في كتب الحديث الأصلية، إما رواية لها بالمعنى أو لأن الذين ذكروها ليسوا من أهل الأثر، وحينئذ يأتي المخرج فيعيد الأمر في نصابه، ويرد اللفظ إلى أصله.

## عند الفقهاء
وعند الفقهاء أن يبين إلغاء الفارق. وقيل النظر في تعيين ما دل النصوص على كونها علة من غير تعيين بحذف الأوصاف التي لا مدخل لها في الاعتبار. والمناط عند الأصوليين العلة، قالوا النظر والاجتهاد في مناط الحكم أي علته إما في تحقيقه أو تنقيحه أو تخريجه.
وقيل التنقيح هو عند الأصوليين أن يثبت عدم علية الفارق ليثبت علية المشترك، والفارق الوصف الذي يوجد في الأصل دون الفرع، والمشترك هو الذي يوجد فيهما، كذا في التوضيح.
ومآل التنقيح إلى التقسيم بأنه لا بد للحكم من علة وهي إما الوصف الفارق أو المشترك، لكن الفارق لا يصلح للعلية فيثبت الحكم بالمشترك وهو من أحد مسالك العلية، ولم يعتبره الحنفية كما لم يعتبروا السبر والتقسيم. ويسمى تنقيح المناط بالقياس في معنى الأصل أيضا.

## في الكتابة
التنقيح هو شكل من أشكال التحرير، تُجمع فيه نصوص مختلفة، وتُعدَّل أو تُصَاغ بشكل طفيف لصنع نص واحد. وغالبا ما تستخدم تلك الطريقة لجمع مجموعة من النصوص حول موضوع مشترك لصنع نص نهائي ومتماسك.
عادة يضيف المنقح (وهو الشخص القائم بالتنقيح) بعض عناصر أسلوبه الخاص. وطرق ذلك متنوعة منها إضافة عناصر لتعديل الاستنتاجات الأساسية للنص ليلائم رأي المنقح،  وإضافة عناصر ربط لدمج القصص المنفصلة، أو ربما يضيف المنقح قصة إطارية، مثل قصة شهرزاد التي تربط بين قصص ألف ليلة وليلة.
كما تستخدم تلك الكلمة لوصف عملية إزالة بعض محتويات النص، واستبدالها بمستطيلات سوداء في مكان الإزالة. فمثلاً فعند إصدار وثيقة سرية وفق قانون حرية تبادل المعلومات، وتوجد بها بعض المعلومات الحساسة يتم تنقيحها بتلك الطريقة، ووشع أشرطة سوداء على تلك المعلومات. وهذا لا يعني أنها لم تزل، بل يعني أنها حساسة لدرجة عدم الكشف عنها.
أحيانا تكون النصوص الأصلية متشابكة، خاصة عند مناقشة التفاصيل والأشياء والشخصيات وثيقة الصلة ببعضها. ويكون التنقيح شائعا عندما تحتوي النصوص الأصلية روايات متعددة عن نفس القصة، فيتم عمل تعديلات طفيفة في تلك الحالة، لتبسيط النصوص وجعلها متوافقة، وبذلك ينتج نص منقَّح متماسك.
وتعتمد تلك الطريقة سالفة الذكر في كتابة الفرضيات الوثائقية في المجال الأكاديمي في علم اللاهوت، والتي  تستخدم فيها تعديلات متنوعة خلال تأليف التوراة، والتي جمعت نصوص أصلية مع روايات مختلفة من وجهة نظر خصوم سياسيين وأعداء معا.
وتُوَثَّق عمليات التنقيح في العديد من الكتابات، منها الكتب الأدبية القديمة والدراسات التوراتية. وقد كتب الكثير عن التنقيح في خلق معنى للنصوص في صيغ مختلفة.

## تنقيح الشعر
خلط النقاد الذين نظروا إلى ظاهرة التكلف «بين مراجعة العمل الأدبي بمعنى تنقيحه وتهذيبه، وبين المجاهدة والمعاناة في إبرازه وإخراجه، فأطلقوا على كلٍّ منهما اسم التكلف، غير مدركين أن كل عمل أدبي لابد فيه من مراجعة وتنقيح وتعديل حتى يخرج بصورة مرضية» من شأنها أن تحوز إعجاب صاحبها، ورضاء نفسه أولاً قبل أن تنال إعجاب المستمع أو المتلقي ومن ثمة فالشعر أشبه ما يكون بمعركة إبداعية بين الشاعر وأدوات فنه، فيها من المعاناة ما لا ينكره أحد، و«الشاعر الحق يفتش عن الكلام بكل ما يومئ إليه هذا التعبير من محاسبة الذات، ومراجعة الوسائل، أما أصحاب الطريق السهل، فيقنعون بالإغارة على أسلاب هذه المعركة الإبداعية».
ولا شك أن مثل هذا الشاعر الذي يفتش عن الكلام الملائم سوف «ينتهي إلى الإجادة بعد البحث والدرس، وبعد التحقيق والتمحيص، وبعد الاجتهاد الطويل في اختيار الجيد، وإسقاط الرديء ثم الاجتهاد الطويل بعد ذلك في اختيار أجود الجيد، وإسقاط ما عداه، وهو رقيب نفسه قبل أن يراقبه غيره، وهو ناقد فنه قبل أن ينقده غيره».
ويمكن إدراك أن الصنعة في النقد العربي التي بها التهذيب والتنقيح وامتحان القريحة، والاقتدار على النظم، وأنها ليست مذمومة، بل إنها لأمر لم يتحرج الشعراء من الاعتراف به، فهذا زهير بن أبي سلمى وهو من كبار فحول شعراء العربية يسمي قصائده الحوليات؛ لأنه كان يدعها عنده حولاً كاملاً لا يذيعها بين الناس إلا بعد أن تقرعينه بها، وتطمئن نفسه إلى جودتها، وهذا الحطيئة وهو من الفحول يقول: «خير الشعر الحولي المحكك»، والتحكيك يعني مراجعة القصيدة مرة بعد مرة؛ لإزالة ما بها من الغث القبيح والرث الفاسد وهذا كعب بن زهير يُزهى بشعره وشعر الحطيئة؛ لأنهما يثقفانه ويهذبانه وينقحانه ويتنخلانه، فيقول:
فمن للقوافى شـأنها من يحوكها       إذا ما ثــوى كعب وفـــور جرول
يقول فلا تعبأ بشئ يقـــوله       ومن قـــائليها من يسيء ويعمل
كفيتك لا تلقى من الناس واحداً       تنخــل منهـا مثـــل ما يتنخل
يثقفهــا حتى تلين متونهـــا        فيقصر عنها كل ما يتمثل
وهو يشير إلى أن الكثيرين من الشعراء يصنعون قصائدهم ويحوكونها مثلما يفعل هو والحطيئة، ولكنهم لا يأتون مثلما يصنعان ويحوكان، بل إنه ليؤكد في البيت الأخير أنه ليس ثمة شاعر يصنع صنيعهما؛ إذ «يتنخلان شعرهما ويأخذانه بالثقاف والتنقيح، ويجمعان له كل ما يمكن من وسائل التجويد والتحبير».
ولم يكن الاعتراف بالصنعة، والزهو بها بالأمر المشين لدى أمثال هؤلاء الشعراء؛ إذا كانوا يدركون صعوبة الفن الذي يبدعونه، وحاجته مع هذه الصعوبة إلى المعاناة والتثقيف والتنقيح دون خجل أو تحرج من مثل هذه المراجعة المرة بعد المرة فالفن معاناة، والإبداع الشعري حالة تجمع إلى المعاناة الصعوبة على المبدعين.
وهذا عدي بن الرقاع العاملي يقول موضحًا كيف يسهر الليل يجمع بين أبيات قصيدة أنشدها لينقحها ويهذبها مثلما يفعل صانع الرمح عندما يسوي رماحه:
وَقَصِيدَة ٍ قَدْ بِتُّ أَجْمَعُ بَيْنَهَا       حتى أقومَ ميلها وسنادها
نظرَ المثقفُ في كعوبِ قناتهِ       حتى يقيمَ ثقافهُ منآدها
فَسَتَرْتُ عَيْبَ مَعِيْشَتِي بِتَكَرُّمٍ       وأتيتُ في سعة ِ النعيمِ سدادها
وعلمتُ حتى ما أسائلُ عالماً       عنْ علمِ واحدة ٍ لكيْ أزدادها
وكذلك نجد سويد بن كراع لا يخجل من تثقيف قصائده وتنقيحها مرددًا فيها نظره الحول الكامل، كأنما يصيد سربًا من الوحش:
أَبيتُ بِأَبوابِ القَوافي كَأَنَّما      أُصادي بِها سِرباً مِنَ الوَحشِ نُزَّعا
أُكَالِئُها حَتّى أُعرِّسَ بَعدَما       يَكونُ سُحَيرٌ أَو بُعَيدُ فَأَهجِعا
عَواصي إِلاّ ما جَعَلتُ أَمامَها       عَصا مِربَدٍ تَغشى نُحوراً وَأَذرُعا
أَهَبَت بِغُرِّ الآبِداتِ فَراجَعَت     طَريقاً أَملَّتهُ القَصائِدُ مَهيَعا
بَعيدَةَ شَأوٍ لا يَكادُ يَرُدُّها      لَها طالِبٌ حَتّى يَكِلَّ وَيَظلَعا
إِذا خِفتُ أَن تُروى عَلَيَّ رَدَدتُها      وَراءَ التَراقي خَشيَةً أَن تَطَلَّعا
استحسان التنقيح والتهذيب والمراجعة نجده كذلك عند العديد من النقاد العرب، فابن طباطبا يقول عن صناعة الشعر: «فإذا أراد الشاعر بناء قصيدة مخض المعنى الذي يريد بناء الشعر عليه في فكره نثرًا، وأعدّ له ما يُلبسه إياه من الألفاظ التي تطابقه، والقوافي التي توافقه والوزن الذي يسلس له القول عليه». ولا يقنع ابن طباطبا بهذا الإعداد الذي يشمل الشكل والمضمون معًا وإنما ينصح الشاعر بإثبات كل بيت يأتيه دون تنسيق أو ترتيب، حتى يتوقف ما يأتيه من الأبيات، وعندها «يتأمل ما قد أداه إليه طبعه، ونتجته فكرته فيستقصي انتقاده، ويرمُّ ما وهى منه، ويبدل بكل لفظة مستكرهة لفظة سهلة نقية، وإن اتفقت له قافية قد شغلها في معنًى من المعاني، واتفق له معنًى آخر مضاد للمعنى الأول، وكانت تلك القافية أوقع في المعنى الثاني منها في المعنى الأول نقلها إلى المعنى المختار الذي هو أحسن، وأبطل ذلك البيت، أو نقض بعضه، وطلب لمعناه قافية تشاكله».
ونجد العسكري بعد أن ينصح باستحضار المعاني في الفكر وإخطارها في القلب وتخيُّر الوزن والقافية واللفظ الملائم للمعنى يقول: «فإذا عملت القصيدة، فهذبها ونقحها بإلقاء ما غثَّ من أبياتها ورثَّ ورذل، والاقتصار على ما حسن وفخم، بإبدال حرفٍ منها بآخر أجود منه حتى تستوي أجزاؤها، وتتضارع هواديها وأعجازها».
وإلى مثل ذلك ذهب ابن خلدون بعد حديثه عن كيفية عمل الشعر وإحكام صنعته وشروط ذلك، ومنها حفظ الكثير من أشعار المجودين من الشعراء المتقدمين والرواية عنهم، ثم نسيان ذلك المحفوظ بالجملة، ومحاولة النظم بعد تمام النسيان، مع تحديد قافية شعره، مع تخيُّر الأوقات الملائمة للنظم؛ لأن للشعر أوقات يجيء فيها، ثم «إذا سمح الخاطر بالبيت ولم يناسب الذي عنده، فليتركه إلى موضعه الأليق به فإن كل بيت مستقل بنفسه، ولم تبق إلا المناسبة فليتخير فيها كما يشاء، وليراجع شعره بعد الخلاص منه بالتنقيح والنقد ولا يضنُّ به على الترك إذا لم يبلغ الإجادة، فإن الإنسان مفتون بشعره؛ إذ هو نبات فكره واختراع قريحته».